# Moudon
Moudon är en ort och kommun  i distriktet Broye-Vully i kantonen Vaud, Schweiz. Kommunen har 6 393 invånare (2023).